# No Words
No Words è una canzone dei Wings, composta da Paul McCartney e Denny Laine; venne pubblicata sul loro album Band on the Run del 1973.

## Il brano
No Words rappresenta la prima volta in cui Denny Laine è stato accreditato come coautore di un pezzo dei Wings. Venne scritta prima della pubblicazione dell'LP Red Rose Speedway; iniziata dal solo Laine, venne completata grazie all'aiuto di McCartney. Laine ha affermato che si sentiva parte del gruppo, per cui è rimasto contento della partecipazione di Paul alla composizione, poiché in tal modo sarebbe stata maggiormente della band. La traccia di base del pezzo venne registrata a Lagos in Nigeria, e venne completata in Inghilterra nel settembre 1973, dopo il ritorno della band dall'Africa. La parte orchestrale, arrangiata da Tony Visconti, venne registrata agli AIR Studios di Londra, di proprietà di George Martin. In origine, il brano includeva anche i cori dei roadies della band Ian Horne e Trevor Jones, ma vennero eliminati in fase di mixaggio. Il brano No Words venne pubblicato come settima traccia di Band on the Run; mentre nella versione britannica è seguita da Picasso's Last Words (Drink to Me), in quella statunitense come ottava canzone appare Helen Wheels. Quest'inclusione è stata alla base di buona parte delle ristampe del 33 giri; queste ultime sono gli unici altri dischi nei quali appare la canzone. No Words è l'unico brano dell'album non composto dal solo McCartney. I Wings eseguirono dal vivo il brano in 17 dei loro 20 concerti del Wings UK Tour 1979.

## Formazione
- Denny Laine - voce, chitarra
- Paul McCartney - voce, chitarra, basso, batteria
- Linda McCartney - voce, tastiere[2]